# Stegidotea forcipes
Stegidotea forcipes là một loài chân đều trong họ Chaetiliidae. Loài này được Poore miêu tả khoa học năm 1991.